# Liu Qingyi
Liu Qingyi (chinesisch 劉清漪; Pinyin Liú Qīngyī ; * 19. Oktober 2005 in Huixian, Henan), auch bekannt als B-Girl 671, ist eine chinesische Breakdancerin. Bei den Olympischen Spielen 2024 in Paris gewann sie die Bronzemedaille.

## Biografie
Liu Qingyi wuchs in der zentralchinesischen Provinz Henan auf. Sie praktizierte Boxen und Taekwondo und übte sich an der Gitarre, ehe sie im Alter von zehn Jahren auf der Straße das Breaking für sich entdeckte. In einem lokalen Tanzstudio begann sie mit dem Sport und schloss sich der Show Off Crew an, während sie mit B-Boy Bo trainierte. Nach Aufnahme in das städtische Team von Huixian formalisierte sie unter ihrem neuen Betreuer B-Boy Chao ihren Trainingsablauf, gewann den Bomb Jam und 2021 die chinesische Meisterschaft.
In Folge dieser Siege wurde Liu in die chinesische Nationalmannschaft aufgenommen. Ihren ersten Wettkampf außerhalb Chinas absolvierte sie im Oktober 2021 bei der von der World DanceSport Federation (WDSF) veranstalteten Weltmeisterschaft in Paris, wo sie Platz neun belegte. Im folgenden Jahr gelang ihr der internationale Durchbruch. Zunächst verpasste sie als Vierte der Wold Games knapp einen Medaillengewinn, ehe sie sich beim Outbreak in Banská Bystrica gegen 123 Konkurrentinnen durchsetzte und damit gleich ihren zweiten Wettkampf auf europäischem Boden gewann. Einen Monat später entschied sie auch den World Battle in Porto für sich. Bei ihrer zweiten WM in Seoul schaffte sie es bis ins Finale, wo sie sich mit 1:2 Ami Yuasa geschlagen geben musste. Aufgrund dieser Leistungen erhielt sie eine Wildcard für das prestigeträchtige Red Bull BC One in Paris, wo sie erst im Halbfinale der späteren Siegerin India Sardjoe unterlag.
2023 feierte Liu zunächst in Kitakyushu und Montpellier zwei Siege im Rahmen der WDSF Breaking for Gold World Series, blieb aber sowohl bei der Asienmeisterschaft als auch bei der WM in Löwen knapp hinter den Medaillenrängen zurück. Bei den Asienspielen in Hangzhou, bei denen Breaking erstmals auf dem Programm stand, gewann sie mit einem 2:1-Finalsieg gegen ihre Dauerrivalin Ami die Goldmedaille und qualifizierte sich damit vorzeitig für die Olympischen Spiele von Paris. Im Finale des BC One musste sie sich der Japanerin erneut geschlagen geben.
Bei den Olympischen Sommerspielen 2024 auf der Place de la Concorde gewann sie nach Halbfinalniederlage gegen Dominika Banevič alias Nicka mit einer Jurywertung von 6:3, 9:0 und 4:5 gegen India die Bronzemedaille.

## Stil
Liu Qingyi setzt seit Beginn ihrer Karriere vor allem auf Powermoves und trainierte anfangs wenig Footworks und Top Rocking. Erst als sie ihr zweiter Trainer B-Boy Chao mit der Hip-Hop-Kultur näher vertraut machte, fand sie ihren eigenen Stil, und arbeitete als Teil der chinesischen Nationalmannschaft an ihrem Musikverständnis. Tanzschritte mit hohem technischem Schwierigkeitsgrad sind laut South China Morning Post ihre „Trumpfkarte“. Außerdem integriert sie bewusst chinesische Elemente in ihre Choreografien. Liu selbst nennt „Kraft, Haltung und Logik“ als wichtige Merkmale ihres eigenen Stils.

## Erfolge (Auswahl)
2021
- 9. Platz World Breaking Championship, Paris

2022
- 4. Platz World Games, Birmingham
- 1. Platz Outbreak Europe, Banská Bystrica
- 1. Platz World Battle, Porto
- 2. Platz World Breaking Championship, Seoul
- Top 4 Red Bull BC One, New York City

2023
- 1. Platz WDSF Breaking for Gold World Series, Kitakyushu
- 2. Platz WDSF Breaking for Gold World Series, Rio de Janeiro
- 1. Platz WDSF Breaking for Gold World Series, Montpellier
- 4. Platz Asienmeisterschaften, Hangzhou
- 5. Platz World Breaking Championship, Löwen
- 1. Platz Asienspiele, Hangzhou
- 2. Platz Red Bull BC One, Paris

2024
- 3. Platz Olympische Spiele, Paris[5]